# 英格蘭人、蘇格蘭人和愛爾蘭人
英格蘭人、蘇格蘭人和愛爾蘭人（英語：An Englishman, an Irishman and a Scotsman）是英國常見的一種笑話。笑話以「英格蘭人、蘇格蘭人和愛爾蘭人」（"An Englishman, an Irishman and a Scotsman..."）開始。這種笑話中多有三人或四人登場人物，分別來自英國的不同民族，藉以嘲諷各民族的性格。
例1
英格蘭人和愛爾蘭人和蘇格蘭人在一座荒島上，英格蘭人發現了一個黃銅製的神燈。神燈的精靈說「我可以滿足你們三個願望」。
英格蘭人說「我想回去去酒吧放鬆」。英格蘭人消失了。
蘇格蘭人說「我想回去吃炸魚薯條」。蘇格蘭人也消失了。
愛爾蘭人說。「嗯，只剩我一個人了。能把他們送回來就好了」。
例2
英格蘭人和愛爾蘭人和蘇格蘭人來到酒吧各買了一杯啤酒，正當他們要喝啤酒時，各有一隻蒼蠅掉進了他們的啤酒。
英格蘭人把啤酒倒了。
蘇格蘭人抓出了蒼蠅，繼續喝啤酒。
愛爾蘭人抓出了蒼蠅，對它大喊「他媽的把我的啤酒吐出來！！」